# امیر نوری (بازیکن فوتبال)
امیر نوری (زادهٔ ۱۳۷۵)، بازیکن فوتبال است که در حال حاضر در پست‌های هافبک و مدافع با شماره ۵ برای آلومینیوم اراک در لیگ برتر ایران بازی می‌کند.